# Уголовное законодательство
Уголовное законодательство — система нормативных правовых актов, принимаемых уполномоченными органами государственной власти, содержащих нормы, регулирующие отношения, связанные с установлением оснований привлечения к уголовной ответственности и освобождения от неё, определением преступности деяний и иные отношения, входящие в предмет регулирования уголовного права.
Уголовный закон современными учёными, как правило, признаётся формой выражения уголовного права, производной от воли общества и правосознания народа, а не навязанной ему извне.
Уголовное законодательство может существовать как в форме единого систематизированного (кодифицированного) свода законов (кодекса), так и в форме отдельных актов, содержащих конкретные нормы уголовного права.

## Структура уголовного законодательства
Если уголовное законодательство имеет форму единого кодифицированного акта, как правило, в нём выделяются Общая и Особенная часть. Общая часть включает нормы, в которых закрепляются основные принципы и другие общие положения уголовного права: понятия и определения, связанные с его основными институтами, перечень видов наказаний и т. д. Нормы Общей части, как правило, носят регулятивный характер: это нормы-декларации, нормы-предписания, нормы-определения; некоторые из этих норм носят поощрительный или разрешительный характер.
Особенная часть включает нормы, содержащие описание конкретных преступных деяний и устанавливающие конкретные меры наказания за них.
В процессе применения закона нормы Общей и Особенной частей применяются во взаимодействии: невозможно привлечь лицо к уголовной ответственности, не обратившись к нормам Общей части (например, о возрасте уголовной ответственности, смягчающих и отягчающих обстоятельствах) и не квалифицировав содеянное им по конкретной статье Особенной части.

## Уголовно-правовая норма
Уголовно-правовые нормы бывают следующих видов:
- Нормы-предписания, устанавливающие нормативные определения понятий, относящихся к сфере уголовного права («преступление», «наказание») или содержащие общеобязательные правила поведения.
- Нормы-дозволения, определяющие меру возможного поведения лица в рамках установленных предписаний
- Нормы-запреты, устанавливающие недопустимость совершения определённых общественно опасных действий под страхом наказания.
- Нормы-поощрения, стимулирующие лицо к совершению определённых действий.

### Структура уголовно-правовой нормы
Вопрос структуры уголовно-правовой нормы является спорным. Обычно считается, что правовая норма состоит из трёх элементов: гипотезы, диспозиции и санкции. Традиционная схема построения уголовного законодательства с делением на Общую и Особенную части такова, что в явном виде некоторые из этих элементов отсутствуют. Ввиду этого имеются следующие основные точки зрения на структуру уголовно-правовой нормы:
- Статьи Общей части состоят только из диспозиции, формулирующей нормативные принципы, декларации или определения; статьи Особенной части состоят из диспозиции и санкции[8].
- Норма Особенной части состоит из гипотезы, диспозиции и санкции. Гипотеза не приводится в тексте уголовного закона, она подразумевается и имеет следующий вид: «…если кто-либо совершит убийство…». Диспозиция представляет собой определение конкретного деяния, составляющего уголовное правонарушение[9].
- Уголовно-правовая норма состоит из гипотезы, диспозиции и санкции: в гипотезе содержатся условия действия нормы, диспозицией устанавливается правило поведения, а санкцией — меры ответственности за нарушение нормы; нормы Общей части могут состоять также только из гипотезы и диспозиции и даже только из диспозиции (нормы-определения)[7].
- Нормы уголовного закона состоят из гипотезы (которая в уголовно-правовой теории обычно называется диспозицией), которая описывает условия применимости данной нормы, и санкции, а их диспозиция (устанавливающая правила поведения), как правило, лишь предполагается в уголовном законе: это внешнее по отношению к нему правило поведения или норма морали, которую государство считает нужным охранять в уголовно-правовом порядке[10].

Споры вызывает даже сам факт существования уголовно-правовых норм: так, в нормативной теории К. Биндинга считается, что функция уголовного права сводится к назначению кары за нарушение правовых норм, относящихся к другим отраслям права: гражданскому, конституционному и т. д.

### Виды диспозиций
Диспозиция уголовно-правовой нормы (относящейся к Особенной части уголовного закона) устанавливает признаки конкретного преступного деяния. Она может быть нескольких видов:
- Простая диспозиция называет деяние («похищение человека», «угон судна») но не раскрывает его признаков, не содержит его определения.
- Описательная диспозиция, помимо наименования деяния содержит его определение или описание («убийство, то есть умышленное причинение смерти другому человеку»). Описание может быть кратким или подробным.
- Ссылочная (или отсылочная) диспозиция характеризуется наличием отсылки к другой статье уголовного закона. Как правило, ссылочная диспозиция формулируется в негативной форме: например, «не повлекшее последствий, указанных в ст. … настоящего кодекса».
- Бланкетная диспозиция предполагает использование для установления признаков деяния нормативных актов других отраслей права: например, для того, чтобы установить полный перечень деяний, запрещаемых статьёй уголовного закона, устанавливающей ответственность за преступное нарушение правил дорожного движения, необходимо обратиться к соответствующим нормативным актам, устанавливающим эти правила.
- Смешанные, содержащие признаки одновременно описательной и бланкетной диспозиции или бланкетной и ссылочной диспозиции и т. д.

Выделяют также альтернативные диспозиции, в которых предусматривается несколько самостоятельных действий, каждое из которых является достаточным для наступления ответственности по данной уголовно-правовой норме.

### Виды санкций
В санкции нормы уголовного закона устанавливаются меры ответственности, подлежащие применению к лицу, совершившему конкретное деяние. Существуют следующие виды санкций:
- Относительно определённая, устанавливающая конкретный вид наказания и его минимальный и максимальный пределы (или только максимальный предел; в этом случае наказание не может быть меньше, чем предусмотрено в статье Общей части, регулирующей порядок применения соответствующего вида наказания).
- Альтернативная, предусматривающая выбор одного из нескольких видов наказания (например, лишения свободы или штрафа).
- Абсолютно определённая, предусматривающая единственный вид наказания с точно определённым его размером, не допускающим вариаций[15]. В современном законодательстве такие санкции применяются редко: например, в российском уголовном законодательстве их нет.
- Отсылочная, в которой не указывается наказание, подлежащее применению за совершение деяния, а содержится отсылка к санкции другой статьи уголовного законодательства[16].
- Кумулятивная, предусматривающая назначение одновременно двух видов наказания: основного и дополнительного. В некоторых случаях применение дополнительного наказания может ставиться в зависимость от усмотрения суда, выносящего решение по делу[17].
- Абсолютно неопределённая, не включающая никаких указаний о виде или размере наказания; такие санкции в основном применяются в рамочных нормативных актах международного характера в сфере борьбы с преступностью[18].

## Действие уголовного законодательства во времени
По общему правилу, действие уголовного законодательства ограничено определёнными временными рамками. Уголовный закон начинает применяться после его вступления в силу и действует вплоть до его отмены или замены новым законодательным актом. Действие закона также может прекращаться вследствие истечения срока его действия, который был изначально предусмотрен в самом законе, либо отпадения обстоятельств, обусловивших его принятие (например, военного положения).
В современных государствах, как правило, к совершённому преступлению применяется тот уголовный закон, который действовал в момент его совершения. Это правило не распространяется на случаи, когда новый уголовный закон смягчает или исключает уголовную ответственность за совершённое деяние, такой закон может иметь обратную силу.

### Обратная сила уголовного закона
Если расследование и рассмотрение судом уголовного дела происходит уже после вступления в силу нового уголовного закона, к деянию, которое было совершено до вступления его в силу, по общему правилу применяются нормы старого уголовного законодательства (так называемое ультраактивное действие или переживание уголовного закона). Этот принцип закреплён и нормами международного права (ст. 15 Международного пакта о гражданских и политических правах 1966 года).
Однако в некоторых случаях вновь принятый уголовный закон может применяться и к преступным деяниям, совершённым до его принятия. Такое действие закона называется ретроактивным, а закон считается имеющим обратную силу.
Как правило, имеющим обратную силу признаётся уголовный закон, улучшающий положение лица, совершившего преступление: признающий совершённое деяние непреступным, смягчающий наказание и т. д. Смягчающим наказание может быть признан уголовный закон:
- Предусматривающий более мягкий вид наказания за совершённое преступление (например, штраф вместо лишения свободы).
- Предусматривающий более низкий верхний предел санкции при неизменном или уменьшившемся нижнем.
- Уменьшающий нижний предел санкции при неизменном верхнем.
- Заменяющий подлежащее обязательному применению дополнительное наказание таким же по строгости, но подлежащим факультативному применению.

Конкретный перечень обстоятельств, при которых закон считается более мягким, может варьироваться в различных юрисдикциях и различных доктринальных исследованиях. Так, например, Н. С. Таганцев считал, что вновь принятый уголовный закон должен применяться ко всем деяниям, которые на момент его принятия уже считались преступными, то есть что обратной силы не имеет только закон, устанавливающий преступность деяния.
Спорным является вопрос о том, какой из законов должен быть применён, если новый закон одновременно и смягчает, и усиливает ответственность (например, повышает верхний предел наказания и уменьшает нижний). Предлагались различные варианты его решения: предоставить право выбора применимого закона самому обвиняемому; применять закон, устанавливающий более мягкий минимальный предел наказания; применять закон, устанавливающий более мягкий максимальный предел наказания. На практике может быть принято решение о придании новому закону обратной силы в части, которая связана с улучшением положения виновного (то есть минимальный срок наказания будет задаваться новым законом, а максимальный — старым).
Обратная сила может носить простой или ревизионный характер. В первом случае новый закон применяется только на уголовные дела, приговор по которым не вступил в законную силу, уже исполняемые наказания пересмотру не подлежат (такие положения предусмотрены, например, УК Франции 1992 года); во втором — пересмотру в связи с принятием нового уголовного закона подлежат и уже вступившие в силу приговоры. Неоднозначно решается вопрос о пересмотре уже вступивших в законную силу приговоров в связи принятием нового уголовного закона, уменьшающего максимальный срок наказания за преступление. В таких случаях в одних государствах наказание может смягчаться пропорционально смягчению санкции (Таджикистан), а в других пересмотру подлежат только наказания, превышающие максимальный предел новой санкции (Россия).
В практике встречаются случаи, когда в период между совершением преступления и вынесением приговора уголовный закон изменяется неоднократно, причём «промежуточный» уголовный закон является более мягким (вплоть до декриминализации деяния), чем действовавший в момент совершения деяния или действующий в момент вынесения приговора.
Так, Федеральным законом от 7 декабря 2011 года № 420-ФЗ была признана утратившей силу с 8 декабря 2011 года статья 129 УК РФ, предусматривавшая ответственность за клевету. Федеральный закон от 28 июля 2012 года № 141-ФЗ (вступивший в силу с 10 августа 2012 года) вновь ввёл ответственность за клевету (ст. 1281 УК РФ). В результате закон от 7 декабря 2011 года приобрёл характер промежуточного уголовного закона, на время отменившего уголовную ответственность за преступление.
Позиции учёных и судебной практики по данному вопросу являются противоречивыми и неустойчивыми. В. Н. Кудрявцев указывал, что «промежуточный» закон не может применяться, так как он не действовал ни в момент совершения преступления, ни при рассмотрении дела судом. Противоположной точки зрения придерживались такие учёные, как Л. Зайцев, И. Тишкевич, И. Горелик, Н. Д. Дурманов, Я. М. Брайнин и др.
Вопрос о действии такого промежуточного уголовного закона разрешается неоднозначно: в некоторых юрисдикциях (например, ФРГ) применяется наиболее благоприятный для виновного закон, даже если он был позже отменён, в других «промежуточный» уголовный закон не применяется. Современные российские учёные и судебная практика придерживаются точки зрения, согласно которой промежуточному уголовному закон придаётся обратная сила.
Спорным в теории права долгое время являлся вопрос о возможности придания обратной силы уголовному закону любого характера (в том числе устанавливающему и усиливающему ответственность); случаи такого придания имели место: например, в СССР в 1961 году осуждённые за нарушение правил о валютных операциях в соответствии с принятыми в ходе рассмотрения дела поправками в УК РСФСР были приговорены к смертной казни и расстреляны, несмотря на то, что максимальный срок наказания в момент совершения преступления составлял 10 лет лишения свободы. Сомнительным также является право законодателя отказаться от придания обратной силы закону, смягчающему уголовную ответственность; однако и такие случаи известны мировой практике: например, ч. (2) ст. 5 УК Латвийской Республики 1997 года прямо предусматривает такое право.
Современным международным правом (ст. 15 Международного пакта о гражданских и политических правах 1966 года, ст. 11 Всеобщей декларации прав человека 1948 года) такая практика признана нарушающей основные неотъемлемые права и свободы человека. В то же время международные правовые акты не ограничивают государства в возможности придания обратной силы национальному закону, устанавливающему уголовную ответственность за деяния, которые в момент совершения являлись уголовным преступлением согласно общим принципам права, признанным международным сообществом.
На практике такая возможность реализуется достаточно редко. Например, ей воспользовались государства Восточной Европы, принявшие в 1944—1945 годах законы, устанавливающие наказуемость деяний военных преступников, которым была придана обратная сила (постольку, поскольку они относились к деяниям, совершённым до их принятия).
В литературе отмечается, что практика придания обратной силы вновь введённым уголовным законам существует и в современных развитых странах: так, в ФРГ проводятся массовые судебные процессы в отношении граждан бывшей ГДР, осуществлявшими свою деятельность в строгом соответствии с действовавшим в тот период законодательством, а в Латвии были привлечены к уголовной ответственности более 100 бывших сотрудников органов НКВД — МГБ — КГБ, партийных, государственных, общественных деятелей, сотрудников правоохранительных органов в связи с выполнением ими служебных обязанностей в советский период.

### Время совершения преступления
Спорным в уголовно-правовой теории является вопрос о том, какой момент времени следует считать моментом совершения преступления. По этому поводу имеются следующие точки зрения:
- Моментом совершения преступления является момент совершения общественно опасного действия или бездействия.
- Временем совершения преступления является время наступления общественно опасных последствий.
- В случае, когда после совершения действия виновный сохраняет контроль над развитием событий и может предотвратить последствия — момент наступления последствий, в остальных случаях — момент совершения действия.
- Временем совершения преступления признаётся время совершения преступного деяния, однако если виновный желал наступления последствий в другое время, временем совершения преступления признаётся время наступления последствий.

Особенности при определении момента совершения преступления имеются в продолжаемых преступлениях (состоящих из ряда тождественных действий) и длящихся преступлениях (суть которых заключается в длительном невыполнении лицом возложенной на него юридической обязанности). Обычно время совершения этих преступлений определяется в продолжаемых преступлениях — по моменту совершения последнего из действий или пресечения преступления, в длящихся — по моменту добровольного или принудительного прекращения преступления (по моменту фактического окончания преступления). Некоторыми учёными предлагается исходить при определении времени совершения таких преступлений из момента их юридического окончания — времени, когда в деянии виновного уже будут присутствовать все признаки состава преступления, которое он замыслил совершить.
В современных системах уголовного права момент совершения преступления обычно связывается с моментом совершения деяния. Это связывается с тем, что именно в этот момент окончательно формируется субъективное отношение виновного к своим поступкам, которое в соответствии с принципом субъективного вменения является необходимой предпосылкой уголовной ответственности.
Не имеет единственного решения также вопрос о времени совершения преступления соучастниками: организатором, подстрекателем, пособником. Согласно одной точке зрения, момент совершения преступления исполнителем и этими соучастниками совпадает. Согласно другой, в расчёт надлежит принимать только действия самого соучастника, а момент совершения преступления исполнителем роли не играет.
В законодательстве различных государств мира может быть принята одна из изложенных выше точек зрения.

## Действие уголовного законодательства в пространстве
Истории известно множество способов решения проблемы выбора уголовного закона, подлежащего применению в случаях, в зависимости от государственной принадлежности преступника и места совершения преступления. Так, в средневековой Европе выбор закона зависел от национальности преступника: «франк судился по законам франков, аллеман — по закону аллеманов, бургунд — по закону бургундскому и римлянин — по римскому»; позже нередко применялся закон места задержания преступника.
В современном уголовном праве действие уголовного закона в пространстве определяется несколькими принципами: территориальным, гражданства, универсальным и реальным.

### Территориальный принцип
Если преступление совершено в пределах территории определённого государства, то ответственность наступает по уголовному законодательству этого государства независимо от того, кто совершил преступление: гражданин данного государства, иностранный гражданин или лицо без гражданства.
В соответствии с положениями международного права к территории государства относятся суша, воды (внутренние и территориальные), недра и воздушное пространство в пределах его государственной границы.
Ширина территориальных вод в различных государствах составляет от 3 (Великобритания) до 24 морских миль. Конвенция ООН по морскому праву от 10 декабря 1982 года устанавливает максимальную протяжённость территориальных вод в 12 морских миль, отсчитываемых от исходных линий, предусматриваемых конвенцией (по общему правилу это линия наибольшего отлива вдоль берега, указанная на официально признанных прибрежным государством морских картах крупного масштаба). К внутренним водам в соответствии с этой конвенцией относятся воды, расположенные в сторону берега от исходной линии территориального моря (за исключением государств-архипелагов).
При этом устанавливаются ограничения в отношении осуществления уголовной юрисдикции по преступлениям, совершённым на борту морских судов, находящихся в пределах территориального моря, и воздушных судов, находящихся в пределах воздушного пространства иностранного государства. Ст. 27 Конвенции ООН по морскому праву устанавливает, что юрисдикция прибрежного государства распространяется только на случаи, когда последствия преступления распространяются на прибрежное государство, либо преступление нарушает спокойствие в стране или добрый порядок в территориальном море, либо если капитан судна или дипломатический (консульский) представитель государства флага обратится с просьбой о помощи к местным властям, либо если эти меры необходимы для пресечения незаконного оборота наркотических или психотропных средств.
В соответствии с Конвенцией ООН по морскому праву суверенитет государства (в том числе и связанный с осуществлением уголовно-правовой юрисдикции) распространяется на континентальный шельф в целях его разведки и разработки его природных ресурсов. Кроме того, этой конвенцией государствам предоставляется право устанавливать за пределами своих территориальных вод исключительную экономическую зону, ширина которой не должна превышать 200 морских миль; уголовная и иная юрисдикция государства в отношении исключительной экономической зоны распространяется на отношения, связанные с использованием и разведкой природных ресурсов, созданием и использованием искусственных островов, установок и сооружений, морскими научными исследованиями, защитой и сохранением морской среды.
Согласно Конвенции о международной гражданской авиации 1944 года, все государства обладают полным и исключительным суверенитетом над воздушным пространством над своей территорией. Однако Токийская конвенция 1963 года устанавливает, что в отношении преступлений, совершённых на борту воздушных судов других государств, находящихся в территориальном воздушном пространстве, уголовная юрисдикция осуществляется, лишь если преступление имеет последствия на территории государства, либо совершено гражданином (резидентом) или в отношении гражданина (резидента) такого государства, либо направлено против безопасности государства, либо связано с нарушением правил воздушных полётов, либо если вмешательство требуется для выполнения международных обязательств данного государства.
По Договору о космосе, государство, которому принадлежит объект, запущенный в космическое пространство, в том числе находящийся на небесном теле, сохраняет над ним и его экипажем контроль и осуществляет в отношении него уголовную юрисдикцию.
В отношении Международной космической станции соответствующим договором установлен специальный уголовно-правовой режим: государства-участники вправе осуществлять уголовную юрисдикцию в отношении своих граждан, находящихся на борту МКС. Однако если преступление затрагивает жизнь или безопасность гражданина другого государства-партнера либо совершено внутри или на орбитальном элементе другого государства-партнера или причиняет ущерб такому орбитальному элементу уголовную юрисдикцию может осуществлять также государство, интересы которого были затронуты преступлением, по соглашению с государством гражданства преступника или если это государство не предоставило гарантий осуществления уголовного преследования в отношении этого лица.
Международным правом могут устанавливаться исключения из территориальной уголовной юрисдикции. Одним из наиболее известных таких исключений является дипломатический и консульский иммунитет. Дипломатическим иммунитетом от уголовной ответственности обладают глава дипломатического представительства (посол, посланник, поверенный в делах), советник, торговые представители и их заместители; военные, военно-полевые и военно-воздушные атташе и их помощники; первый, второй и третий секретарь, атташе и секретарь-архивариус, а также члены их семей, не являющиеся гражданами государства, в котором действует дипломатическая миссия, и проживающие с ними совместно.
Ограниченным иммунитетом от уголовной юрисдикции, связанным с выполняемой данными лицами деятельностью, обладают консульские должностные лица, сотрудники обслуживающего персонала дипломатических представительств, а также представители и должностные лица международных организаций, члены парламентских и правительственных делегаций.
Если такие лица совершают преступление, как правило, за этим следует их объявление персоной non grata и их высылка. Известны также случаи лишения таких лиц дипломатического иммунитета той стороной, представителями которой они являются, чтобы дать стране пребывания возможность привлечь их к уголовной ответственности.
Не является территорией иностранного государства территория его посольства в другой стране; тем не менее, здания посольств и автомашины послов пользуются иммунитетом от осуществления в отношении их действий правоохранительных органов иностранных государств, связанных с уголовным преследованием.

### Принцип гражданства
Государство может распространять свою уголовно-правовую юрисдикцию на всех своих граждан, где бы они ни находились. Если гражданин государства совершает преступление за рубежом, и не был осуждён судом иностранного государства, по возвращении он может быть подвергнут осуждению по уголовному законодательству своего государства. При этом также могут быть приняты в расчёт положения уголовного закона иностранного государства, касающиеся преступности деяния и максимального наказания за него.
Может также устанавливаться конкретный перечень деяний, за которые гражданин государства подлежит ответственности, даже если они не являются преступными по законам того государства, где совершено деяние.
В случае, если лицо, имеющие двойное гражданство, совершает преступление в третьем государстве, законодательство, по которому оно должно нести уголовную ответственность определяется исходя из принципа «эффективного гражданства»: применяется закон того государства, в котором это лицо постоянно проживает, имеет движимое и недвижимое имущество, работает и осуществляет свои гражданские и политические права.

### Покровительственный принцип
Покровительственный или специальный принцип предусматривает распространение уголовной юрисдикции государства в соответствии с международными договорами на ограниченные контингенты его граждан (например, военнослужащих), находящиеся на территории иностранных государств. Например, в отношении воинских частей, дислоцированных на территории иностранных государств, в соответствии со сложившейся международной практикой, применяется следующая схема распределения юрисдикции: за преступления, совершённые вне территории таких частей ответственность наступает по законам страны пребывания, а за преступления, совершённые на территории воинской части — по законам страны, которой принадлежит данная воинская часть.

### Универсальный принцип
Ответственность за некоторые разновидности преступлений (прежде всего, преступления против мира и безопасности человечества, но также и фальшивомонетничество, захват заложника и др.) предусматривается не только национальным законодательством, но и международными договорами. В отношении лиц, совершивших такие преступления, любое государство — участник соответствующих международных договоров имеет право осуществлять свою уголовную юрисдикцию независимо от их гражданства или подданства и места совершения преступления.

### Реальный принцип
Уголовное законодательство может предусматривать защиту интересов принявшего его государства и его граждан от посягательств, исходящих со стороны граждан иностранных государств, установив, что такие лица могут быть привлечены на территории данного государства к уголовной ответственности в соответствии с его законами.

### Оккупационный принцип
В случае, когда два государства находятся в состоянии войны, и войска одного государства оккупируют часть территории другого государства к лицам, совершившим преступление на оккупированной территории, временно (как правило, до создания на ней собственных органов власти и судов) применяется уголовное законодательство государства, чьи войска осуществляют оккупацию.
Оккупационный принцип применялся, например, в период оккупации Японии вооружёнными силами США, когда все американские военнослужащие были неподсудны судам Японии и подчинялись уголовной юрисдикции США.
Аналогичный характер носил также применявшийся до середины XX века режим капитуляции, согласно которому граждане колониальных государств за преступления, совершённые в колониях или иных странах с подобным режимом, отвечали за них по законам своего государства, а не по уголовному закону места совершения преступления.

### Место совершения преступления
Неоднозначно определяется в уголовном праве различных государств вопрос о том, какое место можно считать местом совершения преступления. Достаточно распространённой является позиция, суть которой выразил ещё Н. С. Таганцев:

Если, например, применяясь к известному бременскому случаю, мы представим себе, что на торговом судне, отправляющемся из Данцига в Россию, была устроена адская машина с часовым приводом, долженствующая взорвать пароход с грузом и экипажем через 48 часов после установки прибора, если затем, по прибытии судна в Либаву, действительно произошёл взрыв, сопровождавшийся повреждением имущества и гибелью людей, то очевидно, что местом совершения преступления должна быть признана Россия, а не Германия, где было сделано приготовление, и не открытое море, где развивалось преступление. Если бы преступная деятельность ограничилась только приготовлением, например преступление обнаружилось при самой установке на корабле машины, то местом учинения, конечно, была бы Германия, а не Россия.
— Таганцев Н. С. Уголовное право (Общая часть). Часть 1. По изданию 1902 года.
Аналогичные положения содержатся, например, в современном УК ФРГ. В странах, где время совершения преступления определяется моментом совершения преступного деяния независимо от времени наступления последствий, аналогичным образом может определяться и место совершения деяния: по месту совершения преступного деяния.

### Экстрадиция
Экстрадиция или выдача — институт, в соответствии с которым лицо, находящееся на территории государства, передаётся другому государству, на территории которого это лицо совершило преступление, для применения к нему мер уголовной ответственности; экстрадиция осуществляется в соответствии с международными конвенциями (например, Европейской Конвенцией о выдаче лиц, совершивших преступления, от 13 декабря 1957 года), двусторонними или многосторонними международными договорами.
В международной практике обычно признаётся, что выдача может быть запрошена государством при соблюдении следующих условий:
- Преступление совершено на его территории.
- Преступник является гражданином данного государства.
- Преступление было направлено против этого государства или причинило ему вред.

В отношении экстрадиции государствами обычно устанавливаются следующие ограничения:
- Отказ от выдачи собственных граждан.
- Отказ от выдачи лиц, которым предоставлено политическое убежище.
- Отказ от выдачи, если преступление совершено на территории запрашиваемого государства (приоритет территориального принципа над принципом гражданства).
- Отказ от выдачи лица, уже привлечённого к уголовной ответственности за то же деяние (вступил в законную силу приговор суда) или освобождённого от неё в связи с тем же деянием .
- Отказ от выдачи лица, которое не может быть подвергнуто уголовному преследованию на территории запрашиваемого государства вследствие истечения срока давности или по иным основаниям.

Кроме того, достаточно часто государства оставляют за собой право не выдавать преступников, если преступление наказывается смертной казнью и запрашивающей выдачу стороной не будет предоставлено достаточных гарантий неприменения этого вида наказания.
В отношении экстрадиции действует принцип «выдать или наказать»: если лицо не выдаётся запрашивающей стороне, оно всё равно подлежит уголовной ответственности и предаётся суду в стране пребывания. Принцип, согласно которому национальное уголовное законодательство подлежит применению к иностранцам, находящимся на территории данного государства, в том числе и совершившим преступление за его пределами, в уголовно-правовой теории получил название принципа представительной компетенции.

### Политическое убежище
Существует также практика предоставления политического убежища лицам, в отношении которых в государстве, гражданами или резидентами которого они являются, осуществляется преследование по мотивам гражданской принадлежности или за их общественно-политическую деятельность и убеждения; политическое убежище предоставляется, если деятельность лица не противоречит общепризнанным демократическим принципам и нормам международного права.
Лицо, которому было предоставлено политическое убежище, не может быть выдано иностранному государству.

## Уголовное законодательство по странам
- Казахстан — Уголовный кодекс Республики Казахстан
- Китайская Народная Республика — Уголовный кодекс Китайской Народной Республики 1997 года
- Российская Федерация — Уголовный кодекс Российской Федерации
- Эстония — Уголовный кодекс Эстонской Республики